# Findet Dorie
Findet Dorie (Originaltitel: Finding Dory) ist ein US-amerikanischer 3D-Computeranimationsfilm von Pixar, der von Disney veröffentlicht wurde. Der Film ist eine Fortsetzung von Findet Nemo (2003). Andrew Stanton, der bereits beim Vorgängerfilm Regie führte, fungierte als Drehbuchautor und Regisseur.
Findet Dorie stellt den unter Amnesie leidenden Paletten-Doktorfisch Dorie in den Mittelpunkt, der versucht, seine Familie wiederzufinden. Der Film spielt ein Jahr nach den Ereignissen von Findet Nemo und ist an der Küste Kaliforniens angesiedelt. Bereits 2013 war bestätigt worden, dass einige Figuren aus Findet Nemo wieder zu sehen sein werden, darunter Nemo, Marlin und die Bewohner des Aquariums.
Am 17. Juni 2016 kam der Film in die nordamerikanischen und am 29. September 2016 in die deutschen Kinos. Nach zwei Tagen in den nordamerikanischen Kinos ist der Film bereits der Animationsfilm, der am schnellsten 100 Millionen US-Dollar einspielte.

## Handlung
Der kleine Paletten-Doktorfisch Dorie wird als kleines Kind von ihren Eltern getrennt. Sie wächst heran und bittet andere Meeresbewohner erfolglos um Hilfe bei der Suche nach ihrer Familie. Aufgrund ihres Gedächtnisschwunds verliert sie aber langsam die Erinnerung an ihre Kindheit und ihre Eltern. Auf ihrer Reise durch den Ozean trifft sie schließlich den Clownfisch Marlin und hilft diesem dabei, seinen Sohn Nemo zu finden.
Ein Jahr später lebt Dorie mit Marlin und Nemo zusammen im Korallenriff. Bei einem von Nemos Schulausflügen, an dem sie als Begleitfisch teilnimmt, erinnert sich Dorie plötzlich daran, dass sie eine Familie hat. Ihre Gedächtnisprobleme machen es ihr schwer, doch sie erinnert sich bruchstückhaft daran, dass sie mit ihren Eltern am Juwel von Morro Bay lebte.
Marlin und Nemo machen sich mit Dorie auf die Suche. Mit Unterstützung der Meeresschildkröte Crush reisen sie durch eine Meeresströmung nach Kalifornien.
Dort angekommen, weckt Dorie durch die lauten Rufe nach ihren Eltern versehentlich einen Humboldt-Kalmar, der Nemo fast verschlingt. Nachdem sie daraufhin von Marlin beschimpft wird, schwimmt Dorie traurig an die Wasseroberfläche. Dort wird sie prompt von Mitarbeitern des in der Nähe befindlichen Meeresbiologischen Instituts eingefangen, das auch Juwel von Morro Bay genannt wird.
Sie kommt auf die Quarantänestation, wo sie markiert wird und einen missmutigen Kraken namens Hank trifft. Hank will wegen seiner schlechten Erfahrungen nicht zurück ins Meer, sondern sein Leben lieber in einem Aquarium verbringen.
Im Austausch gegen ihren Marker, der ihm helfen soll, in ein Aquarium nach Cleveland transportiert zu werden, beschließt Hank, Dorie zu helfen.
Auf ihrem Weg durch das Institut erinnert sich Dorie an immer mehr Details aus ihrer Vergangenheit. In einem der Becken treffen sie auf ihre Kindheitsfreundin Destiny, einen kurzsichtigen Walhai, und auf Bailey, einen Belugawal, der glaubt, sein Echolot sei kaputt.
Als Dorie endlich an ihrem früheren Zuhause angekommen ist, erfährt sie, dass der Rest ihrer Spezies nach Cleveland transportiert werden soll.
Marlin und Nemo sind zwischenzeitlich mit der Hilfe der Seelöwen Smutje und Boje sowie der Eistaucherin Becky ebenfalls in das Institut gelangt. Im Röhrensystem treffen sie wieder auf Dorie. Gemeinsam mit ihr und mit Hilfe von Bailey, der wieder gelernt hat, sein Echolot zu benutzen, gelangen sie zurück in die Quarantänestation. Dort finden sie die anderen Paletten-Doktorfische, die für den Transport fertiggemacht werden.
Diese erzählen Dorie jedoch, dass ihre Eltern sich bereits kurz nach ihrem Verschwinden auf die Suche nach ihr gemacht hätten und nie mehr zurückgekehrt seien. Beim Verladen der Fische in den Lastwagen nach Cleveland lässt Hank Marlin und Nemo versehentlich im Tank, und die drei werden in den LKW verladen.
Dorie fällt in der Aufregung in den Abfluss und landet wieder im Meer vor dem Institut. Ganz auf sich allein gestellt, ist sie zunächst verzweifelt, folgt dann aber ihrem Gefühl und findet eine Spur aus Muschelschalen. Sie erinnert sich daran, dass ihre Eltern ihr als Kind eine solche Spur gelegt hatten, um ihr den Weg nach Hause zu zeigen.
Sie folgt den Muschelschalen zu einem leeren Haus, zu dem jede Menge weitere Spuren führen. Als sie den Ort gerade verlassen will, sieht sie ihre Eltern Jenny und Charlie. Die drei sind überglücklich, wieder zusammen zu sein, und ihre Eltern erzählen ihr, dass sie die ganze Zeit an dieser Stelle auf sie gewartet hätten.
Dorie erinnert sich wieder an ihre Freunde und den Lastwagen. Sie ruft Destiny und Bailey um Hilfe, und diese entkommen aus ihren Becken ins Meer.
Gemeinsam inszenieren sie eine Ablenkung. Dorie landet im Lastwagen. Sie schaffen es aber nicht mehr, rechtzeitig zu entkommen, bevor dieser weiterfährt.
Es gelingt Dorie schließlich, Hank von einem Leben im Ozean zu überzeugen, und gemeinsam kapern sie den Lastwagen.
Sie fahren zurück Richtung Meer, lenken den Lastwagen ins Wasser und befreien so alle Fische.
Dorie, ihre Eltern und alle ihre Freunde kehren zurück zu Marlins und Nemos Korallenriff und leben dort zusammen.
Nach dem Abspann sieht man die Aquariumsbewohner aus dem ersten Film, die immer noch in ihren Plastikbeuteln gefangen sind, vor dem Institut ankommen. Dort werden sie prompt von den Mitarbeitern aus dem Meer gefischt.

## Produktion

### Produktionsgeschichte
Im Jahr 2005, nach Unstimmigkeiten zwischen Michael Eisner (Disney) und Steve Jobs (Pixar) über den Vertrieb der Pixarfilme, kündigte Disney an, ein neues Animationsstudio zu gründen. Unter dem Namen Circle 7 Animation sollten Fortsetzungen zu den sieben zwischen 1995 und 2006 erschienenen Disney-eigenen Pixarfilmen veröffentlicht werden. Das Studio brachte Toy Story 3 und Die Monster Uni in Entwicklung und engagierte außerdem Drehbuchautorin Laurie Craig, die einen Drehbuchentwurf für Findet Nemo 2 erstellen sollte. Nachdem Eisner von Robert Iger als CEO von Disney abgelöst worden war, wurde Circle 7 wieder aufgelöst. Stattdessen wurde nun die Übernahme von Pixar in die Wege geleitet.
Im Juli 2012 wurde berichtet, dass Andrew Stanton mit Victoria Strouse als Drehbuchautorin und einem geplanten Veröffentlichungstermin im Jahr 2016 an einer Fortsetzung zu Findet Nemo arbeitet. Daraufhin twitterte Stanton: „Habt ihr von Chicken Little nichts gelernt? Beruhigt euch und glaubt nicht alles, was ihr lest. Es gibt hier noch nichts zu sehen. #skyisnotfalling“. Nach einem Bericht des Hollywood Reporter vom August 2012 war Ellen DeGeneres bereits in Verhandlungen, Dorie wieder ihre Stimme zu geben. Im September 2012 wurde das Projekt von Stanton bestätigt: „Wir hatten eigentlich einen zweiten Carter-Film geplant. Als das vom Tisch war, verselbstständigte sich alles.“ Im Februar 2013 wurde von der Presse bestätigt, dass Albert Brooks als Sprecher von Marlin zurückkehren wird.
Im April 2013 kündigte Disney den Start für Findet Dorie für den 25. November 2015 an. Nach einer langen Kampagne für die Fortsetzung in The Ellen DeGeneres Show bemerkte DeGeneres:

„Ich habe auf diesen Tag so lange, lange, lange, lange, lange, lange gewartet. Ich bin nicht verrückt, es hat wirklich so lange gedauert. Ich weiß, dass die Leute bei Pixar bereits an Toy Story 16 arbeiten. Aber die Zeit, die sie geopfert haben, war es wert. Das Drehbuch ist fantastisch. Und es hat alles, was ich am ersten Film geliebt habe: Es hat viel Herz, es ist wirklich lustig und das beste ist: Es hat deutlich mehr Dorie.“

In einem Interview mit der Los Angeles Times im Juli 2013 sprach Stanton über die Entstehung der Fortsetzung: „Es gab eine freundliche Prüfung von Disney [bezüglich der Fortsetzung von Findet Nemo]. Es hieß immer ‚Keine Fortsetzungen, keine Fortsetzungen‘. […] [Aber Fortsetzungen] sind notwendig, um flüssig zu bleiben, […] und wir sagten zu Disney, dass wir dies auf kreative Weise erreichen wollten“.
Das Ende des Films wurde abgeändert, nachdem die Pixar-Verantwortlichen den Film Blackfish gesehen hatten, einen Dokumentarfilm aus dem Jahr 2013 über die Langzeitschäden von Orcas, die in Gefangenschaft gehalten werden. Ursprünglich sollten einige Figuren am Ende in einem SeaWorld-ähnlichen Freizeitpark leben, jedoch wurde ihnen nun ein Leben in Freiheit eingeräumt. Am 18. September 2013 wurde das Veröffentlichungsdatum auf den 17. Juni 2016 verschoben, um der Produktion mehr Zeit zugeben. Pixars Arlo & Spot wurde auf den ursprünglichen Dorie-Starttermin am 25. November 2015 vorgezogen.

### Filmmusik
Die Filmmusik stammt von Thomas Newman. Der Soundtrack zum Film umfasst 34 Titel und wurde am 17. Juni 2016 veröffentlicht.
Das im Abspann des Films zu hörende Lied des Soundtracks Unforgettable, das Irving Gordon geschrieben und Nat King Cole in den 1950er Jahren bekannt gemacht hatte, wurde von der australischen Singer-Songwriterin Sia gesungen, wie bereits Robbie Williams den Soundtrack zum Film Findet Nemo mit dem ursprünglich von Bobby Darin gesungenen Song Beyond the Sea ergänzte. Sia wurde von Ellen DeGeneres ausgewählt, die im Film die Figur Dorie synchronisierte. Am 20. Mai 2016 präsentierte Sia den Song in ihrer Show Ellen. Andrew Stanton, einer der beiden Regisseure des Films, meinte später zur neuen Interpretation des Liedes: „Auf die gleiche Art und Weise, wie Robbie Williams für Findet Nemo einem klassischen Song seine ganz einmalige Prägung verpasste, hat Sia die seelenvolle Wahrheit des Nat-King-Cole-Klassikers ‘Unforgettable’ eingefangen und daraus etwas Eigenes gemacht.“ Im Juli 2016 erreichte der Soundtrack Platz 8 der Soundtrack-Album-Charts, in denen sich dieser eine weitere Woche halten konnte. Im Dezember 2016 wurde der Soundtrack als Anwärter bei der Oscarverleihung 2017 in der Kategorie Beste Filmmusik in die Kandidatenliste (Longlist) aufgenommen, aus denen die Mitglieder der Akademie die offiziellen Nominierungen bestimmen werden.

### Veröffentlichung
Der Film feierte am 8. Juni 2016 seine Premiere. Am 17. Juni 2016 kam der Film in die nordamerikanischen Kinos. Am 15. September 2016 feierte der Film in Anwesenheit des Regisseurs Andrew Stanton, der Produzentin Lindsey Collins, von Anke Engelke und Christian Tramitz, die den Figuren Dorie und Marlin der deutschen Synchronisation ihre Stimme leihen, im Berliner Zoo Palast seine Deutschlandpremiere. Am 29. September 2016 kam der Film offiziell in die deutschen Kinos. In China gehört der Film zu einer der 38 ausländischen Produktionen, die dort im Jahr 2016 gemäß einer Quote gezeigt werden durften.
Im Kino wurde vor Findet Dorie der sechsminütige oscarprämierte Kurzfilm Piper von Alan Barillaro gezeigt, der von einem Strandläuferküken handelt, das zur Nahrungsaufnahme seine Angst vor den Wellen überwinden muss. In den USA wurde der Film, inklusive des Kurzfilms Piper, am 15. November 2016 von Walt Disney Studios Home Entertainment als Blu-ray und auf DVD veröffentlicht.

## Synchronisation
Die Synchronisation wurde von der FFS Film- und Fernseh-Synchron GmbH in Auftrag gegeben. Einige Synchronsprecher wurden zwischen dem ersten und zweiten ausgewechselt, beispielsweise Herr Rochen und Nemo. Außerdem wurde Michael Gahr nach seinem Tod 2010 durch Stefan Fredrich für Kugelfisch Puff ersetzt. Für die Dialogregie und das Dialogbuch war Katrin Fröhlich zuständig.
| Rolle                                                      | Englischer Sprecher                                          | Deutscher Sprecher                                     | Tier                      |
| ---------------------------------------------------------- | ------------------------------------------------------------ | ------------------------------------------------------ | ------------------------- |
| Dory / Dorie                                               | Ellen DeGeneres Sloane Murray (Baby) Lucia Geddes (Teenager) | Anke Engelke Marie Düe (Baby) Lucy Fandrych (Teenager) | Paletten-Doktorfisch      |
| Marlin                                                     | Albert Brooks                                                | Christian Tramitz                                      | Anemonenfisch             |
| Nemo                                                       | Hayden Rolence                                               | Vicco Clarén                                           | Anemonenfisch             |
| Jenny                                                      | Diane Keaton                                                 | Elisabeth Günther                                      | Paletten-Doktorfisch      |
| Charlie                                                    | Eugene Levy                                                  | Oliver Siebeck                                         | Paletten-Doktorfisch      |
| Bailey                                                     | Ty Burrell                                                   | Axel Malzacher                                         | Weißwal                   |
| Destiny                                                    | Kaitlin Olson                                                | Rubina Nath                                            | Walhai                    |
| Hank                                                       | Ed O’Neill                                                   | Roland Hemmo                                           | Pazifischer Roter Krake   |
| Gill / Khan                                                | Willem Dafoe                                                 | Martin Umbach                                          | Halfterfisch              |
| Bloat / Puff                                               | Brad Garrett                                                 | Stefan Fredrich                                        | Kugelfisch                |
| Peach / Bella                                              | Allison Janney                                               | Peggy Sander                                           | Seestern                  |
| Gurgle / Sushi                                             | Austin Pendleton                                             | Claus Brockmeyer                                       | Königs-Feenbarsch         |
| Bubbles / Blubbel                                          | Stephen Root                                                 | Kai Taschner                                           | Gelber Segelflossendoktor |
| Deb (& Flo) / Lee (& Luv)                                  | Vicki Lewis                                                  | Marina Köhler                                          | Vierbinden-Preußenfisch   |
| Jacques                                                    | Jerome Ranft                                                 | Frank Lenart                                           | Putzergarnele             |
| Fluke / Smutje                                             | Idris Elba                                                   | Thomas Amper                                           | Seelöwe                   |
| Rudder / Boje                                              | Dominic West                                                 | Manuel Straube                                         | Seelöwe                   |
| Mr. Ray / Herr Rochen                                      | Bob Peterson                                                 | Freimut Götsch                                         | Gefleckter Adlerrochen    |
| Crush                                                      | Andrew Stanton                                               | Udo Wachtveitl                                         | Meeresschildkröte         |
| Squirt / Racker                                            | Bennett Dammann                                              | Claude Albert Heinrich                                 | Meeresschildkröte         |
| Fischehemann (Stan)                                        | Bill Hader                                                   | Sascha Rotermund                                       | Sägebarsch                |
| Fischehefrau                                               | Kate McKinnon                                                | Maud Ackermann                                         | Sägebarsch                |
| Gerald                                                     | Torbin Bullock                                               |                                                        | Kalifornischer Seelöwe    |
| Becky                                                      | Gabriel C. Brown                                             | Seetaucher                                             |                           |
| Sigourney Weaver (Stimme) / Franziska van Almsick (Stimme) | Sigourney Weaver                                             | Franziska van Almsick                                  | Mensch                    |
| Carl                                                       | Alexander Gould                                              | Domenic Redl                                           | Mensch                    |
| Tommy                                                      | Alexander Gould                                              | Domenic Redl                                           | Mensch                    |
| Krabbenehemann (Bill)                                      | John Ratzenberger                                            | Roman Camenzind                                        | Krabben                   |
| Muschel Pearlina                                           |                                                              | Nina Proll                                             | Perle                     |
| Streichelbecken-Bewohner                                   |                                                              | Aaron Troschke                                         |                           |
| Streichelbecken-Bewohner                                   | Amir Yarahi                                                  |                                                        |                           |
| Streichelbecken-Bewohner                                   | Julian Hannes                                                |                                                        |                           |
| Alex                                                       | Doug Burch                                                   | Wolfgang Vogler                                        | Mensch (Tierpfleger)      |
| Carol                                                      |                                                              | Anja Stadlober                                         | Mensch (Tierpflegerin)    |
| Cindy                                                      |                                                              | Maria Hönig                                            | Mensch (Tierpflegerin)    |

## Rezeption

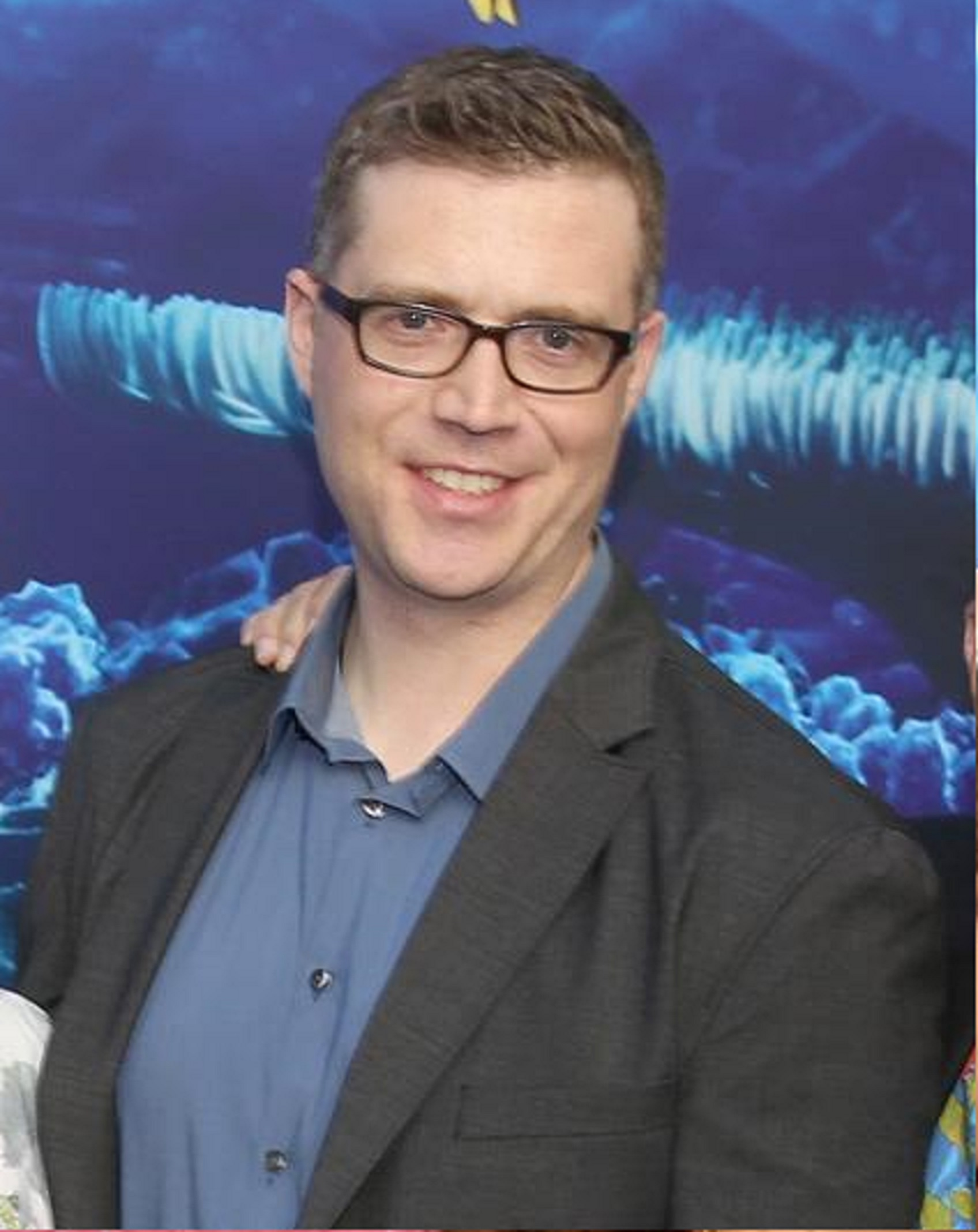
Einer der Regisseure des Films: Angus MacLane

### Altersfreigabe
In Deutschland wurde der Film von der FSK ohne Altersbeschränkung freigegeben. In der Freigabebescheinigung heißt es: Obwohl sich ihnen einzelne komplexere Handlungsstränge sicher nicht erschließen, können Kinder im Vorschulalter den Film ohne die Gefahr einer Übererregung verarbeiten.

### Kritik
Der Film konnte 94 Prozent der Kritiker bei Rotten Tomatoes überzeugen (von 343 Kritikern insgesamt). Im Konsens heißt es dort: Witzig, rührend und zum Nachdenken anregend, bietet Findet Dorie ein wunderschönes animiertes Abenteuer, das der zeitlosen Geschichte seines Vorgängers ein weiteres, unterhaltsames Kapitel hinzufügt.
Nur wenige Tage nach seiner Premiere wurde der Film von Kristopher Tapley und Jenelle Riley von Variety als möglicher Kandidat in der Kategorie Bester animierter Spielfilm bei der kommenden Oscar-Verleihung ins Gespräch gebracht.
Andreas Platthaus von der Frankfurter Allgemeinen Zeitung empfindet den Film geistvoller als seinen Vorgänger und hebt hierbei mehrere Szenen hervor, in denen sich die Filmemacher einen Spaß daraus machten, Anspielungen auf den Film Alien unterzubringen, wozu auch die Lautsprecherdurchsagen im Aquariumpark gehörten, die im Original von Sigourney Weaver gesprochen werden.
Elmar Krekeler von Die Welt zeigt sich von den Computeranimationsfilmtechniken beeindruckt. Man merke dem Film an, welch unfassbarer Fortschritt in den Rechenzentren von Pixar passierte, weil man noch nie den Gesichtern der Fische eine derart umfangreiche Vielfalt von Gefühlen ablesen konnte, so Krekeler. Die Macher des Films hätten es hierbei zudem geschafft, die Atmosphäre des eher noch handgemachten Nemo in die neue Zeit zu retten. Krekeler vermisst allerdings im Film eine Metaebene, wie es sie bei den beiden Disney-Pixar-Produktionen des vergangenen Jahres, Zoomania und Alles steht Kopf gegeben habe.
Von der Deutschen Film- und Medienbewertung wurde Findet Dorie mit dem Prädikat besonders wertvoll versehen. In der Begründung heißt es: „Am Ende weiß Dorie ganz genau, wo ihr Zuhause ist. Es ist da, wo man sich liebhat, zusammengehört und aufeinander verlassen kann. Mit dieser wunderbaren Botschaft, den strahlend bunten Farben der Unterwasserwelt, einer perfekten Animation, einer spannenden und kurzweilig erzählten Geschichte und einem mitreißenden Score ist ‘Findet Dorie’ perfekte Familienunterhaltung für Klein und Groß.“
Vom Deutschen Tierschutzbund wurde die Befürchtung geäußert, der Film könnte die Nachfrage nach Paletten-Doktorfischen verstärken und damit den natürlichen Bestand der Tierart nachhaltig beeinträchtigen, da die Tiere mangels Zuchterfolg in der freien Wildbahn gefangen werden. Ähnliche Effekte seien bereits beim Film Findet Nemo festgestellt worden.
Ellen DeGeneres, die Stimme von Dorie im englischen Original, hat im Zusammenhang mit dem Film auf die gravierenden Bedrohungen für Korallenriffe weltweit hingewiesen: Das Great Barrier Reef sei bedroht von Korallenbleiche, Sturmschäden, Wasserverschmutzung und Klimawandel.

### Einspielergebnis
Aufgrund des anzunehmenden großen Erfolgs startete der Film in 4.305 nordamerikanischen Kinos. Am Eröffnungswochenende konnte der Film allein in den Vereinigten Staaten 135 Millionen US-Dollar einspielen, was das in den USA bisher erfolgreichste Startwochenende eines Animationsfilms darstellt, bis dies 2018 von dem Film Die Unglaublichen 2 übertroffen wurde. 2018 lagen die Einnahmen im nordamerikanischen Heimatmarkt bei über 486 Millionen US-Dollar, was Findet Dorie nicht nur zum zweiterfolgreichsten Film des Jahres 2016 in den USA, sondern auch zum dort erfolgreichsten Animationsfilm überhaupt macht. Zuvor hatte diesen Rekord der 2004 erschienene Film Shrek 2 – Der tollkühne Held kehrt zurück mit 441 Millionen US-Dollar inne.
In Deutschland gelang dem Film mit 875.948 Besuchern am ersten Wochenende (vom 29. September bis 2. Oktober 2016) der beste Kinostart des Jahres. Nach Angaben der Walt Disney Company Deutschland waren es einschließlich des Tages der Deutschen Einheit, dem Feiertag am folgenden Montag, sogar 1,2 Millionen Besucher. Insgesamt konnte der Film in den deutschen Kinos über 3,8 Millionen Besucher verzeichnen und liegt damit auf Platz 2 der erfolgreichsten Filme des Jahres in Deutschland (Stand 23. April 2017).
Die weltweiten Einnahmen des Films liegen bei über 1,02 Milliarden US-Dollar, wodurch sich der Film auf Platz 3 der weltweit erfolgreichsten Filme des Jahres 2016 befindet und auf der Liste der weltweit erfolgreichsten Filme derzeit Platz 52 (Stand: 19. April 2025) belegt. Damit liegt der Film vor dem Vorgänger Findet Nemo, der weltweit über 936 Millionen US-Dollar einspielen konnte. Der Film ist nach Toy Story 3 der zweite Film von Pixar, der die Grenze von einer Milliarde US-Dollar Einnahmen überschritten hat und im Jahr 2016 nach The First Avenger: Civil War und Zoomania der dritte Film von Disney, dem dies gelang.

### Auszeichnungen (Auswahl)
Annie Awards 2016
- Nominierung als Bester Animationsfilm
- Nominierung in der Kategorie Character Animation in an Animated Feature Production
- Nominierung in der Kategorie Storyboarding in an Animated Feature Production[54]

British Academy Film Awards 2017
- Nominierung als Bester animierter Spielfilm (Andrew Stanton)[55]

Critics’ Choice Movie Awards 2016 (Dezember)
- Nominierung als Bester animierter Spielfilm[56]

Hollywood Music In Media Awards 2016
- Nominierung als Beste Filmmusik – Animationsfilm (Thomas Newman)[57]

Kids’ Choice Awards 2017(Auswahl)
- Auszeichnung als Lieblings-Animationsfilm
- Auszeichnung als Lieblingsstimme in einem Animationsfilm (Ellen DeGeneres)

NAACP Image Awards 2017
- Nominierung in der Kategorie Outstanding Character Voice-Over Performance – Television or Film (Idris Elba)[58]

People’s Choice Awards 2017
- Nominierung als Beliebtester Film für den People’s Choice Award
- Nominierung als Beliebtester Familienfilm für den People’s Choice Award
- Nominierung als Beliebteste Animationsfilmstimme für den People’s Choice Award (Ellen DeGeneres)[59]

Producers Guild of America Awards 2017
- Nominierung als Bester animierter Kinofilm (Lindsey Collins)[60]

Satellite Awards 2016
- Nominierung als Bester Animationsfilm[61]

Saturn Awards 2017
- Auszeichnung als Bester Animationsfilm[62]

Teen Choice Awards 2016
- Auszeichnung als Choice Summer Movie
- Auszeichnung in der Kategorie Choice Summer Movie Actress (Ellen DeGeneres)[63][64]

Three Empire Awards 2017
- Auszeichnung als Bester Animationsfilm[65]

VES Awards 2017
- Auszeichnung für die Figur Hank in der Kategorie Outstanding Animated Performance in an Animated Feature
- Nominierung in der Kategorie Outstanding Visual Effects in an Animated Feature
- Nominierung in der Kategorie Outstanding Created Environment in an Animated Feature
- Nominierung in der Kategorie Outstanding Effects Simulations in an Animated Feature[66]